# Мордовия
Република Мордовия или само Мордовия е република в състава на Руската федерация. Влиза в състава на Приволжкия федерален окръг и Волго-Вятския икономически район. Площ 26 128 km2 (68-о място по площ в Русия, 0,15%, население на 1 януари 2017 г. 808 541 души (61-во място по население в Русия, 0,55%). Столицата е град Саранск. Разстояние от Москва до Саранск — 642 km. Глава на Република Мордовия е Николай Меркушкин.

## История
На 16 юли 1928 е образуван Мордовският национален окръг, преобразуван на 10 януари 1930 г. в Мордовска автономна област, преобразувана на 20 декември 1934 г. в Мордовска автономна съветска социалистическа република. На 13 декември 1990 г. е провъзгласена Мордовска ССР в състава на ОНД, преименувана на 25 декември 1993 г. на Република Мордовия, субект на Руската Федерация.

## Географска характеристика
Република Мордовия се намира в централната част на Европейска Русия, в източната част на Източноевропейската равнина, в басейна на река Волга. Северозападната и част е заета Окско-Донската равнина, с преобладаване на акумулативни форми на релефа и надморска височина около 100 m, а югоизточната и източната – от Приволжкото възвишение, набраздено от дълбоко всечени долини и оврази с обширни равнинни гърбици между тях. В него, в района на сгт Атяшево се намира най-високата точка на Мордовия 321 m н.в. На север републиката граничи с Нижегородска област, на североизток – с Република Чувашия, на изток и югоизток – с Уляновска област, на юг – с Пензенска област и на запад – с Рязанска област.
Страната е бедна на полезни изкопаеми и те са предимно инертни материали: варовици, доломити, торф, креда, мергел, глина и пясъчници.
Разположена е в умерения климатичен пояс и има умерено-континентален климат. Средната януарска температура е -11,2 °C, средна юлска 19,2 °C. Годишно количество на валежите 450 – 525 mm. Вегетационен период (минимална денонощна температура над 10 °C) 137 – 144 дни.
Речната мрежа на страната е представена от 1525 реки с обща дължина 9250 km и принадлежи изцяло към водосборния басейн на река Волга, вливаща се в Каспийско море. Основните реки в Мордовия са: река Сура (110 km в пределите на републиката), десен приток на Волга, протичаща с част от средното си течение по границата с Уляновска област, с левия си приток Алатир; река Мокша (435 km в пределите на републиката), десен приток на Ока, от басейна на Волга, течаща в западната и северозападната част на страната с притоците си – Вад (ляв), Сатис (десен), Сивин (десен), Иса (десен) и др. Мордовските реки са с равнинен характер, спокойно течение и много меандри. Образуват широки долини, с добре развити заливни и надзаливни тераси. Подхранването им е смесено с преобладаване на снеговото (60 – 80%). За тях е характерно ясно изразено пролетно пълноводие, лятно-есенно маловодие с епизодични прииждания в резултата на поройни дъждове и продължително зимно маловодие. Замръзват в края на ноември или началото на декември, а се размразяват в първата половина на април.
В Мордовия има над 3700 малки езера и изкуствени водоеми с обща площ 52,4 km2. Езерата са предимно крайречни (старици) и много малко карстови. Най-голямото естествено езеро в страната е езерото Инерка (0,56 km2) в долината на река Сура.
Почвите са оподзолени черноземи (на запад), излужени черноземи (на изток), сиви горски (на запад, в центъра и на изток), торфено-подзолисти (на запад и северозапад), а по долините на реките – алувиални и торфено-блатни. Горите заемат 24,2% от територията на републиката (бреза 24,5%, дъб 22,5%, осика 14,1%, липа 4,1%, елша 2,8% и др., а от иглолистните – бор 29,5%) и са разположени на запад и север и по долините на по-големите реки.

## Население
По 1 януари 2017 г. населението на Мордовия наброява 808 541 души (0,55% от Русия, 61-во място). Градските жители са 59,80%, плътността е 33,9 души/км2. Националният състав е следният:
- руснаци – 60,84%;
- ерзя и мокша (мордовци) – 31,94%;
- татари – 5,21%;
- украинци – 0,5%;
- арменци – 0,15%;
- беларуси – 0,14%;
- други – 0,42%.

## Административно-териториално деление
В административно-териториално отношение Република Мордовия се дели на 1 републикански градски окръг и 22 муниципални района. Има 7 града, в т.ч. 3 града с републиканско подчинение (Саранск, Рузаевка и Ковилкино), 4 града с районно подчинение и 13 селища от градски тип.
| Административна единица      | Площ (km2) | Население (2017 г.) | Административен център | Население (2017 г.) | Разстояние до Саранск (в km) | Други градове и сгт с районно подчинение |
| ---------------------------- | ---------- | ------------------- | ---------------------- | ------------------- | ---------------------------- | ---------------------------------------- |
| Републикански градски окръзи |            |                     |                        |                     |                              |                                          |
| Саранск                      | 397        | 344 367             | гр. Саранск            | 314 789             |                              | Луховка, Николаевка, Ялга                |
| Муниципални райони           |            |                     |                        |                     |                              |                                          |
| 1. Ардатовски                | 1192       | 25 694              | гр. Ардатов            |                     | 114                          | Тургенево                                |
| 2. Атюревски                 | 826        | 8336                | с. Атюрево             | 4509                | 143                          |                                          |
| 3. Атяшевски                 | 1096       | 17 522              | сгт Атяшево            | 6090                | 80                           |                                          |
| 4. Болшеберезниковски        | 958        | 12 035              | с. Болшие Березники    | 6393                | 58                           |                                          |
| 5. Болшеигнатовски           | 834        | 7040                | с. Болшое Игнатово     | 2842                | 106                          |                                          |
| 6. Дубенски                  | 897        | 12 009              | с. Дубенки             | 3280                | 101                          |                                          |
| 7. Елниковски                | 1056       | 10 027              | с. Елники              | 6905                | 137                          |                                          |
| 8. Зубово-Полянски           | 2710       | 55 281              | сгт Зубова Поляна      | 10 077              | 201                          | Потма, Умет, Явас                        |
| 9. Инсарски                  | 968        | 12 491              | гр. Инсар              | 8169                | 77                           |                                          |
| 10. Ичалковски               | 1265       | 18 559              | с. Кемля               | 4571                | 63                           |                                          |
| 11. Кадошкински              | 619        | 6958                | сгт Кадошкино          | 4307                | 40                           |                                          |
| 12. Ковилкински              | 2016       | 39 444              | гр. Ковилкино          | 20 072              | 110                          |                                          |
| 13. Кочкуровски              | 816        | 9899                | с. Кочкурово           | 3198                | 25                           |                                          |
| 14. Краснослободски          | 1379       | 23 531              | гр. Краснослободск     | 9556                | 107                          |                                          |
| 15. Лямбирски                | 852        | 34 323              | с. Лямбир              | 8457                | 12                           |                                          |
| 16.Рузаевски                 | 1090       | 34 435              | гр. Рузаевка           | 45 988              | 25                           |                                          |
| 17. Ромодановски             | 821        | 19 705              | с. Ромоданово          | 8984                | 30                           |                                          |
| 18. Старошайговски           | 1419       | 12 173              | с. Старое Шайгово      | 5185                | 60                           |                                          |
| 19. Темниковски              | 1936       | 14 304              | гр. Темников           | 6291                | 158                          |                                          |
| 20. Тенгушевски              | 846        | 10 457              | с. Тенгушево           | 4232                | 216                          |                                          |
| 21. Торбеевски               | 1129       | 18 973              | сгт Торбеево           | 8937                | 168                          |                                          |
| 22. Чамзински                | 1010       | 30 378              | сгт Чамзинка           | 9228                | 44                           | Комсомолски                              |

## Икономика
Развити са машиностроенето и металообработката (камиони, багери, металообработващи инструменти), производството на осветителни лампи (кварцови, халогенни, ксенонови и др.), химическа и нефтохимическа, дърводобивна и дървообработваща, хранително вкусова и лека промишленост.
В селското стопанство са развити животновъдството за месо и мляко и птицевъдството.
| хиляди хектара | 1348 | 1136,9 | 984,2 | 866,2 | 740,7 | 726,1 | 751,4 |